# Burg Blankenhorn (Eibensbach)
Burg Blankenhorn ist die Ruine einer Höhenburg über Eibensbach, einem Ortsteil von Güglingen im Zabergäu im Landkreis Heilbronn in Baden-Württemberg.
Die Burg wurde vermutlich um 1220/30 durch die Herren von Neuffen erbaut und kam bis 1327 an Württemberg. Sie hatte einst strategische Bedeutung am Rennweg, einem alten Höhenweg auf dem Stromberg. Nachdem der Rennweg seine Bedeutung verloren hatte, ging auch die Bedeutung der Burg verloren, die im 15. Jahrhundert verkam und ab 1479 demontiert und als Steinbruch benutzt wurde.

## Geographische Lage
Die Burgruine steht auf einem vom Stromberg nach Norden vorspringenden, stark bewaldeten Bergsporn (378,6 m ü. NN) oberhalb bzw. südlich von Eibensbach. Nach Süden ist die Burg vom Bergmassiv durch zwei Gräben abgeschnitten.

## Geschichte
Die Burg wurde gemäß der Baubefunde an den ältesten Buckelquadern etwa 1220 bis 1230 als Schildmauerburg erbaut und 1241 erstmals erwähnt. Bei der Ersterwähnung befand sich die Burg im Besitz der Herren von Neuffen, einem staufischen Ministerialengeschlecht. Heinrich II. von Neuffen stand in Diensten der Kaiser Friedrich II. und Heinrich (VII.), sein Bruder Berthold war von 1212 bis 1216 Protonotarius am Königshof und später Bischof von Brixen. 1180 war das nahe Güglingen noch staufisches Allodialgut, so dass die Ländereien um die Burg Blankenhorn vermutlich um 1200 als staufische Schenkung an die Neuffener gekommen waren und Heinrich II. von Neuffen dort mit dem Bau der Burg begonnen hatte. Ihren Namen erhielt die Burg vermutlich vom Wappen der Neuffener, das drei Hörner zeigt. Der Grund für die Wahl des Platzes zum Burgbau ist im Rennweg zu suchen, einem alten Höhenweg auf dem Rücken des Strombergs, entlang dessen im hohen Mittelalter zahlreiche Burgen entstanden, von denen aus der Verkehr kontrolliert und das Geleitrecht ausgeübt wurde. Außerdem versuchten die Herren von Neuffen, sich um Güglingen eine größere geschlossene Herrschaft aufzubauen, womit sie jedoch bereits binnen zwei Generationen scheiterten.
Nach dem Tode Heinrichs II. von Neuffen kam die Burg an dessen Sohn, den Minnesänger Gottfried von Neuffen, der den Besitz unter seinen Kindern Rudolf und Maria aufteilte. Maria heiratete einen der Herren von Magenheim, womit dieser Familie die Hälfte der Burg Blankenhorn zufiel. Die Magenheimer Hälfte der Burg kam über zwei Erbgänge an Burkard von Hohenberg, der den Besitzanteil 1321 an Württemberg verkaufte. Rudolf von Neuffen verpfändete seine Hälfte der Burg mit ganz Güglingen zunächst an Konrad von Weinsberg, verkaufte den Besitz jedoch 1296 an Gerlach von Breuberg. Rudolfs Schwiegersohn Konrad von Flügelau erwarb den Besitz wieder zurück und vererbte ihn 1313 den Grafen von Eberstein. 1327 befand sich jedoch auch dieser Besitzanteil und damit die ganze Burg in württembergischen Besitz.
Württemberg verpfändete die Burg zunächst an Mainz. 1472 kam die Burg als Lehen an Hermann von Sachsenheim, der die Anlage jedoch entgegen der ihm gemachten Auflagen verfallen ließ. Offenbar hatte der Rennweg inzwischen seine Bedeutung eingebüßt und mit ihm auch die Burg. Ab 1479 begann die Demontage der Burg durch Forstmeister Bartel Luz, der Bauholz und Ziegel der Burg veräußerte. Später diente die Ruine als Steinbruch.
Die Ruine ist heute ein beliebtes Ausflugsziel. Sie ist offen und ohne Eintritt ganzjährig zugänglich. Im Hofinneren wurde eine überdachte Grillstelle eingerichtet.

## Anlage
Die Burg war auf einem rechteckigen Grundriss errichtet worden, die Schmalseiten lagen im Norden und im Süden. Nach Süden zum Burggraben hin war die Burg von einer 18 Meter hohen und 3 Meter starken, aus Sandstein-Buckelquadern erbauten Schildmauer bewehrt, die heute noch den beeindruckendsten Teil der Ruine ausmacht. Der einstige Zugang zur Burg lag an der westlichen Längsseite der Anlage, wo ein einfaches Rundbogenportal in den Innenhof führt. Im Südteil der Burganlage befand sich ein viergeschossiges Wohngebäude (Palas), das an die Schildmauer angelehnt war. Die Anzahl der 2,20 bis 3 Meter hohen Stockwerke ist noch durch Kragsteine und Balkenlöcher im Mauerwerk zu erkennen. Im Norden ist die Anlage weitgehend zerstört, so dass es über den weiteren Gebäudebestand keine Informationen gibt. Einen Turm oder Bergfried scheint die Burg Blankenhorn nicht besessen zu haben. An der Bergseite des inneren Burggrabens befindet sich eine abgeschrägte Eskarpemauer, die das Gelände abstützt und ein weiteres Hindernis gegen Angreifer im inneren Burggraben sein sollte und die es nur bei wenigen mittelalterlichen Burgen gibt.

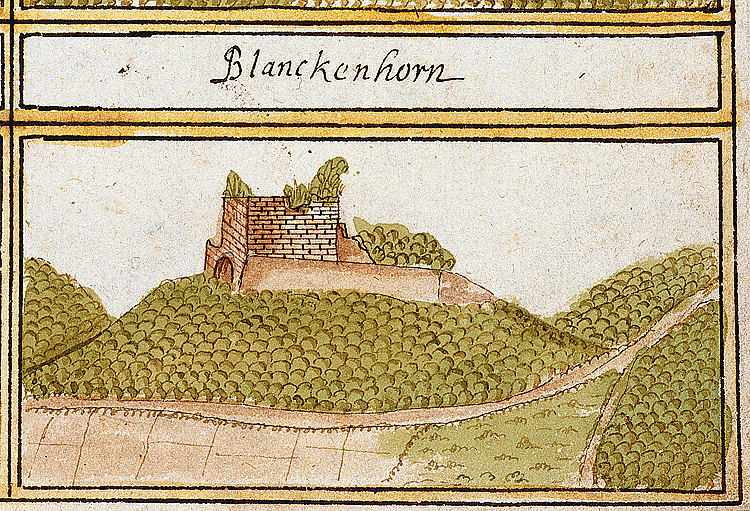
Burgruine in den Forstlagerbüchern Andreas Kiesers (1684)
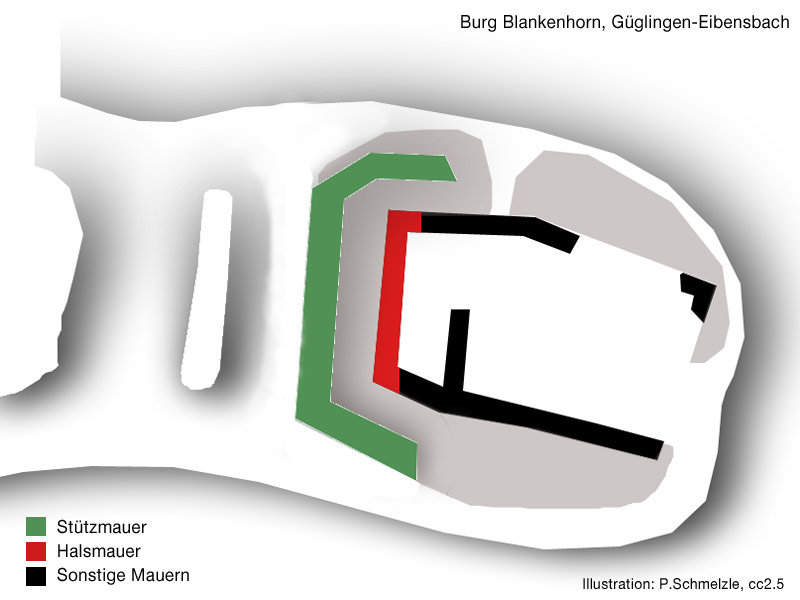
Grundriss (Norden = rechts)
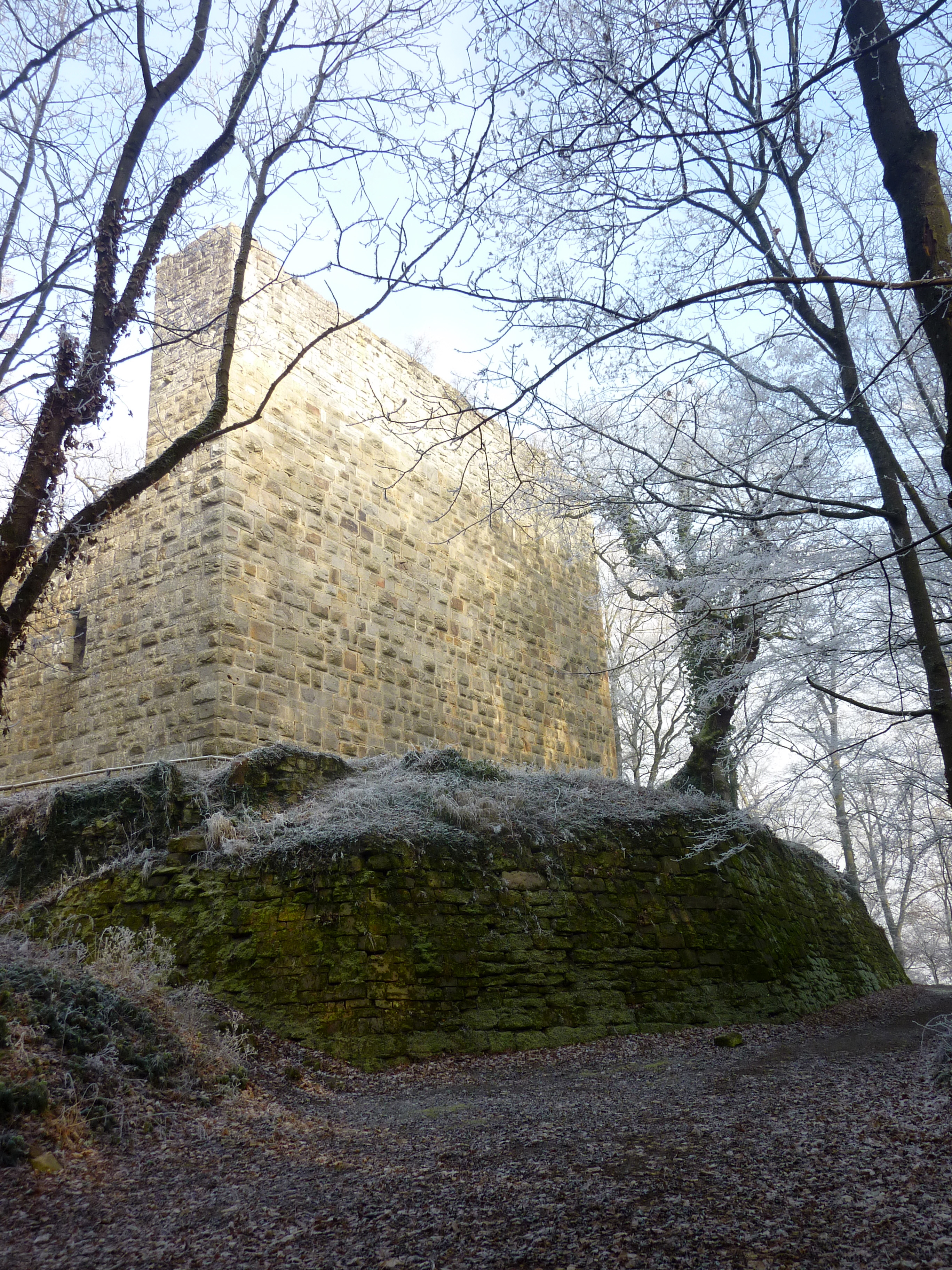
Schildmauer von Südwesten, davor im Burggraben die Eskarpemauer
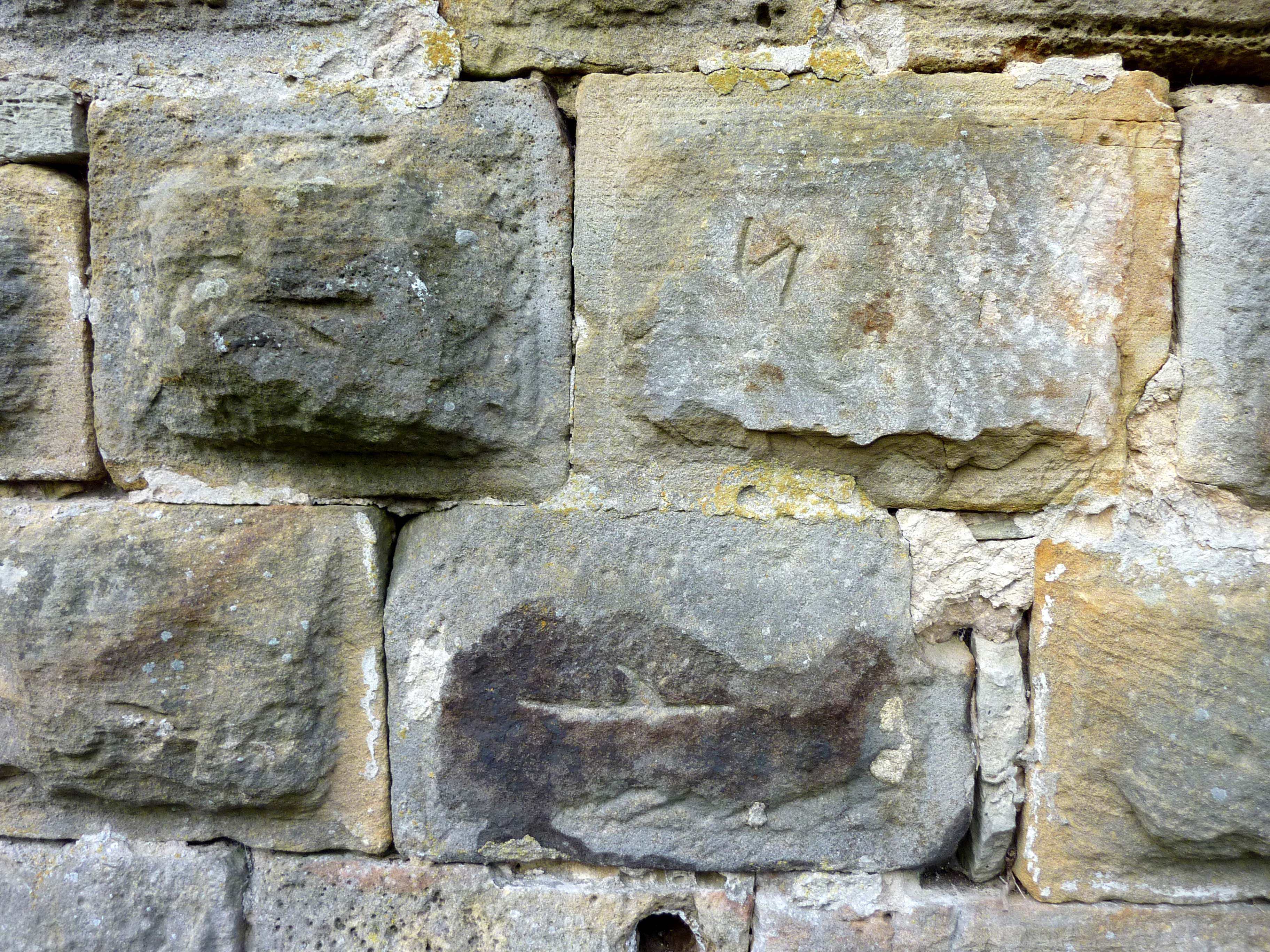
Buckelquader mit Steinmetzzeichen
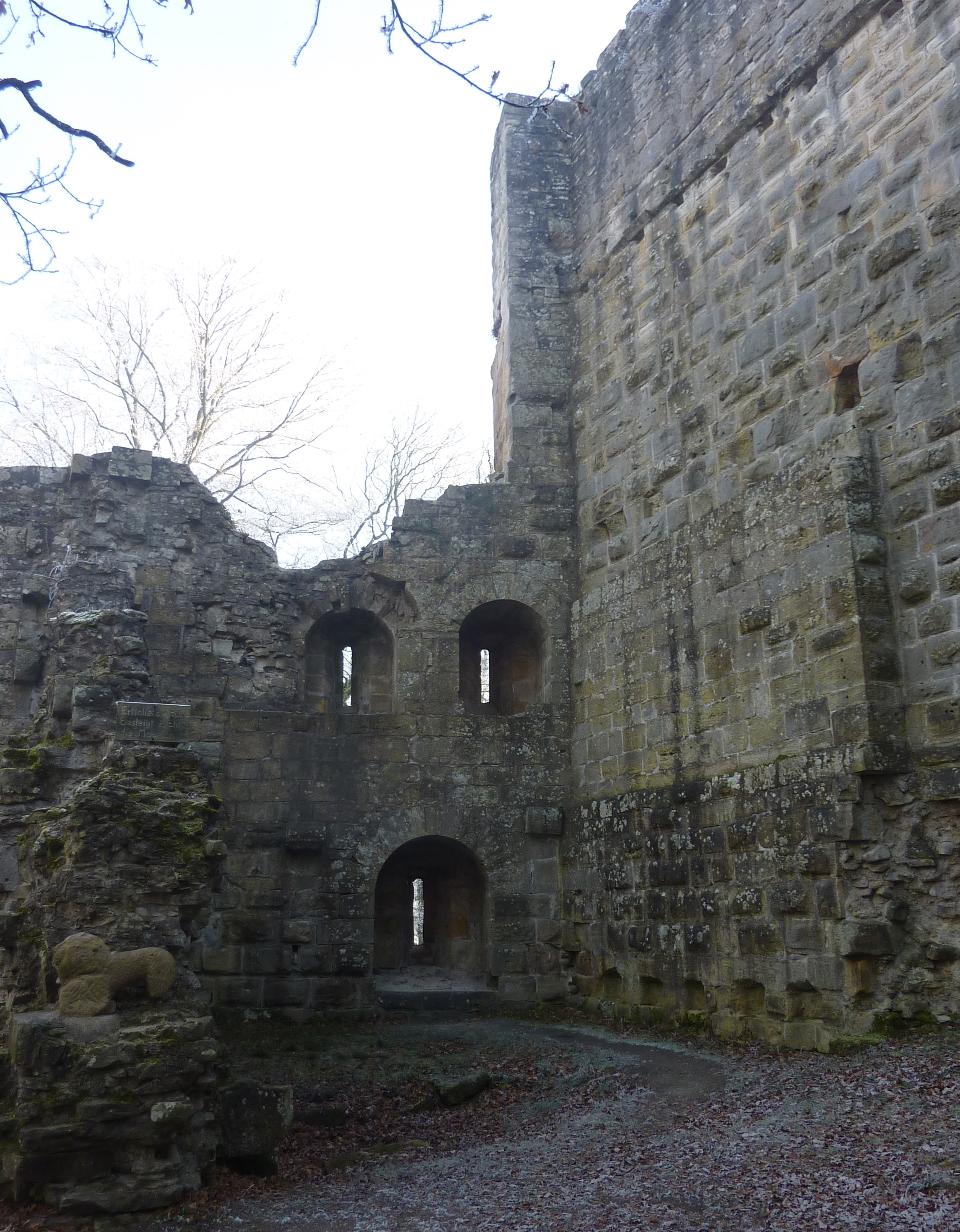
Reste des viergeschossigen Palas
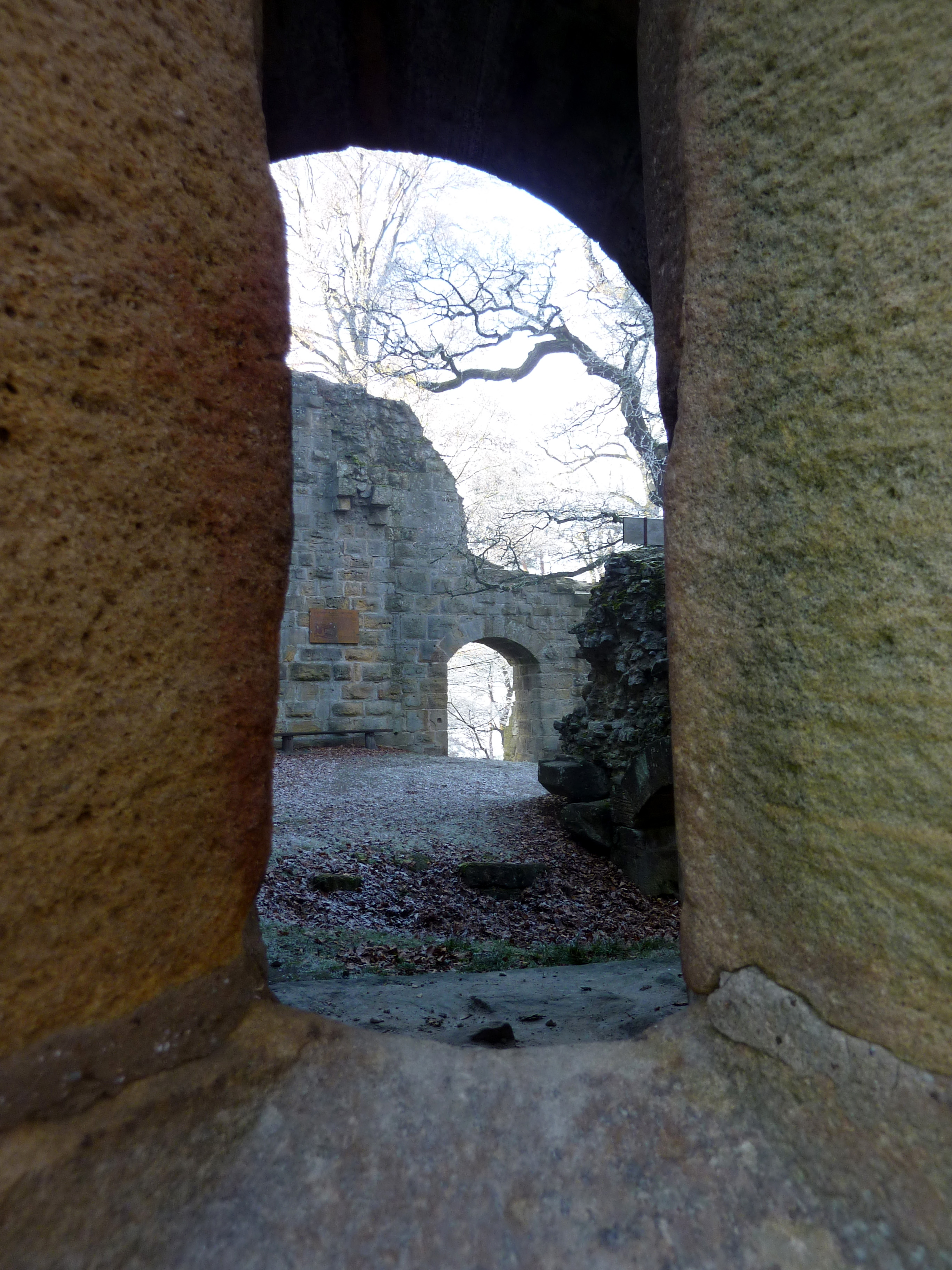
Blick durch Palas-Fenster auf das Eingangstor in der Westwand